# Jon Z
Jonathan Resto Quiñones (Juncos, 20 de mayo de 1991), conocido por su nombre artístico Jon Z, es un rapero y productor musical puertorriqueño.
Ha colaborado con artistas como Enrique Iglesias, Tyga, YG, Snoop Dogg, Wiz Khalifa, Yellow Claw, Farruko, Almighty, Arcángel, Ñengo Flow, Jadakiss, Baby Rasta Wisin y Yandel, Don Chezina, Myke Towers, Brytiago, entre otros. Fue nominado a Artista del año -Urbano/Trap en Premio Lo Nuestro 2020 y en dos categorías en los Premios Tu Música Urbano.
Su nombre artístico se debe a la fusión de la última sílaba del nombre de su madre Nancy (cy, que suena como la Z en inglés) y la primera de su nombre de nacimiento, Jonathan (Jon).

## Carrera

### 2011-2020: Inicios y primeras producciones
Su carrera comenzó en 2011, cuando formó parte del dúo J-Tonez y Jon Z durante casi dos años, con el cual decide lanzar su primer sencillo titulado «Nunca te veo» y otros sencillos que lanzó posteriormente, como «El dinero me llama», «Háblame de dinero», entre otros. En 2013 comenzó a subir videos de Freestyle en YouTube. 
Luego, en 2015, llamó la atención de Boy Wonder, quien lo firmó con Chosen Few Emeralds Entertainment. Inmediatamente, lanzó su álbum colaborativo Super Saiyan Flow junto a Ele A El Dominio. Sus fanáticos acusaron a Anuel AA y Ozuna en redes sociales por utilizar el término “Saiyayin”, debido a que Jon y Ele A ya lo habían utilizado previamente. Ese mismo año, Jon Z lanzó su mixtape The Game Is About To Change, que incluye 8 canciones, como «Sigo Tranquilo», «Nasty» y «My Life».
En 2016, lanzó la canción «Pegao», una colaboración con Bebo Yau, seguido del sencillo «Mentirte». Su álbum debut, JonTrapVolta, fue lanzado en 2017, y debutó en el primer lugar en la lista Latin Album de Billboard. La canción que lo llevó a ser más reconocido en el mundo de la música fue el remix de «0 Sentimientos», colaborando junto a varios cantantes reconocidos como Noriel, Darkiel, Lyan, Messiah y Baby Rasta. Actualmente, la canción consta de 600M de visualizaciones en YouTube.
En 2017 lanzó una canción titulada «Viajo sin Ver», es interesante porque dicha canción surgió gracias a una duda de Idelectrox en un podcast de Chente Ydrach. En la portada de la canción se encuentra el destacado cantautor José Feliciano y se viralizó tanto que se ha convertido en otro eslogan más para el cantante, Jonathan hasta se lo tatuó en la pelvis. En YouTube sobrepasó los 340M de visualizaciones.
En julio de 2017, colaboró con el cantante puertorriqueño Papi Wilo para lanzar el tema "Me superé", el video oficial alcanzó los 29 millones de visualizaciones en Youtube. 

### 2019-presente:Voodoo,Perdonen la EsperayProyecto Z
En 2019, colaboró con Enrique Iglesias en el tema «Después que te perdí». El tema fue nominado a mejor canción urbana en Premio Lo Nuestro. También lanzó en conjunto con Baby Rasta, para el álbum Voodoo. Posteriormente, recibió dos nominaciones en los Premios Tu Música Urbano en las categorías Top Masculino New Generation y Canción Pop Urbano. Lanzó su propia colección de mochilas bajo la marca Sprayground, inspiradas en '¡¡¡¡0', la pizza y el propio Jon Z. El 13 de noviembre de ese año lanzó un tema llamado «Si Me Gano Un Grammy», el cual actualmente es su canción con más reproducciones en YouTube, sobrepasando los 230M de visualizaciones.
En 2020, promocionó su álbum Loco, Humilde y Real, el cual afirmó que sería como Barrio fino y The Last Don; ya en 2023 afirmó que sería su año de lanzamiento, y proclamado por el propio Jon como su mejor producción musical hasta el momento. Ese mismo año, publicó «Embuste» con Ñejo y Luigi 21 Plus, «Por contarle secretos» con Wisin y Chencho Corleone, y «Conciencia» con Almighty. También lanzó un EP titulado Perdonen la Espera en colaboración con numerosos artistas y participó junto a Ele A el Dominio en «Panocha Remix» del cantante peruano Faraón Love Shady.
En 2021, anunció el álbum Proyecto Z, cuya fecha de entrega fue el 24 de junio de 2022. El álbum cuenta con un total de 21 canciones, sus géneros más notables son el trap, el reggaeton, el freestyle y el drill. Tuvo gran aceptación por el público al poco tiempo de su estreno.
En 2022, lanzó un sencillo titulado «Dios y mi fe», que formó parte del primer proyecto de música cristiana por parte del productor Boy Wonder CF titulado Chosen Few Fe.
El 24 de octubre de 2024 lanza su segundo álbum de estudio titulado "REAL" con las colaboraciones de Ñengo Flow, Eladio Carrion, Baby Rasta, Almighty, etc. Un total de 25 temas inéditos bajo el sello de Warner Music Latina.

## Discografía

### Mixtapes
- 2017: JonTrapVolta

### EP
- 2015: The Game Is About To Change
- 2018: 420
- 2020: Perdonen la Espera

### Álbumes de estudio
- 2022: Proyecto Z
- 2024: REAL

### Álbumes colaborativos
- 2018: Super Saiyan Flow (junto a Ele A el Dominio)
- 2019: Voodoo (junto a Baby Rasta)

## Filmografía
- Nicky Jam: El Ganador (serie de TV, 2 episodios) como Piri (2018)

- Blue Beetle  como extra en una escena (2023)